# Bitte bitte
Bitte bitte ist ein Synthie-Pop-Song der Berliner Band Die Ärzte. Er handelt von BDSM und ist die letzte Singleauskopplung aus dem 1988 erschienenen Album Das ist nicht die ganze Wahrheit …

## Inhalt
Die Besonderheit des Stückes besteht darin, dass es die letzte reguläre Single der Ärzte vor der fünfjährigen Trennung ist. Am Ende jeder Strophe taucht der Satz „Ab heut gehör ich dir allein“ auf. Der Text des Liedes wird aus der Sicht eines Mannes erzählt, der einer Frau seine Liebe gestehen will, indem er sich ihr als Sklave anbietet. Thematisiert werden einige Spielarten des BDSM, wie man sie in der Liedzeile Ich bin nicht mehr zu retten, peitsch mich aus, leg mich in Ketten erkennen kann. Im Domina-Mix werden noch weitere Praktiken aufgezählt. Musikalisch weicht der Song deutlich hörbar von dem ansonsten punkrockigen Stil der Band in den 1980er Jahren ab. Mit seinen Synthesizer-Sounds und seinen elektronischen Drums ähnelt das Lied dem in den 1980ern populären Synthpop und New Wave.

## Veröffentlichungen
Bitte bitte erschien in verschiedenen Versionen. Neben der Albumversion existiert eine gekürzte Single-Version sowie der sogenannte Domina-Mix. Letzterer erschien 1989 auf Maxi-Single und der seinerzeit ersten Maxi-CD der Band. 1994 wurde er auf der Raritäten- und B-Seiten-Kompilation Das Beste von kurz nach früher bis jetze wiederveröffentlicht. Das Lied wurde von drei auf über sieben Minuten verlängert und enthält in den Instrumentalpassagen gesprochene Textzeilen von einer befreundeten Domina namens „Dominique“, die folgende Begriffe aus dem Fetisch und S/M-Jargon erklärt: Domina, devot, Fesslungen, Schläge, Erziehungsspiele, Kliniksex, Babysex, Toilettensex, Abbinden, Natursekt und Kaviar. Alle Versionen von 1989 sind auf den diversen Singles erhältlich gewesen.
2002 wurde Bitte bitte als Unplugged-Version auf dem Album Rock ’n’ Roll Realschule veröffentlicht. Neben Schlagzeug und Gitarre wurde hier das Lied mit einem Schulorchester, Ketten und einer singenden Säge intoniert. Aufgenommen wurde diese Version 2002 während eines MTV-Unplugged-Konzerts in der Aula des Albert-Schweitzer-Gymnasiums in Hamburg.

## Single und Musikvideo
Die Single zeigt auf dem Cover die Beine einer Frau mit hochhackigen Schuhen und Strapsen, wie sie bei Dominas üblich sind. Die Frau hält eine Peitsche in der Hand. Die Worte „Bitte bitte“ sind in großen, roten Druckbuchstaben aufgedruckt, der Bandname ist nicht zu sehen. Die Single erschien in mehreren Versionen, unter anderem als CD, 12’’-LP und 7’’. CD und 12’’ enthalten alle Versionen von Bitte, bitte sowie den Bonustrack Gabi gibt ’ne Party aus der Jugendfernsehsendung Moskito des SFB, die 7’’ enthielt nur den Bonustrack. Die Single hielt sich 15 Wochen in den deutschen Charts und erreichte Platz 18.
Ein Musikvideo wurde von Reinhard Günzler und Jürgen Schreyer dazu gedreht. In dem Musikvideo trat der damalige Pornostar Teresa Orlowski als Domina auf. Das Musikvideo nimmt Bezug auf die Indizierung diverser Aufnahmen von Die Ärzte durch die Bundesprüfstelle für jugendgefährdende Schriften (heute: Bundeszentrale für Kinder- und Jugendmedienschutz). Die Zensurbehörde wird darin als faschistischer Apparat dargestellt, die Inspektoren tragen Uniformen und man sieht hakenkreuzähnliche Symbole, geschmückt mit einem „Z“ für Zensur. Vor diesem Hintergrund darf sich die Domina austoben. Das Video sowie das zugehörige Making of wurde auf der VHS-Kompilation Die beste Band der Welt (…und zwar live!) II veröffentlicht. In Österreich wurde das Video von der Jugendmedienkommission erst ab 18 Jahren freigegeben.
Titelliste
1. Bitte bitte (Domina Mix) – 7:35
2. Bitte bitte (Single Version) – 3:13
3. Bitte bitte (CBS Mix) – 6:05
4. Gabi gibt ’ne Party – 3:10

## Coverversionen
Das erste Cover entstand durch die Band Schweisser im Jahr 1997 für den Tribut-Sampler GötterDÄmmerung.
Die Band Tanzwut coverte 2000 das Lied auf ihrem Album Labyrinth der Sinne und veröffentlichte eine Maxi-CD dazu.
Die deutsche Rockband Kraftklub sampelte das Stück im Jahr 2017 unter dem Titel Sklave. In diesem neuverfassten Stück greift die Band die Zeile „Lass mich dein Sklave sein“ auf. Das Stück erschien als Videoauskopplung aus Kraftklubs drittem Studioalbum Keine Nacht für Niemand.
2020 coverte die Band Eisbrecher das Lied ebenfalls, es wurde im Oktober 2020 veröffentlicht auf ihrem Cover-Album Schicksalsmelodien.